# Матч всех звёзд женской НБА 2009 года
Матч всех звёзд женской НБА 2009 года (англ. 2009 WNBA All-Star Game) — ежегодная показательная баскетбольная игра, прошедшая в субботу, 25 июля 2009 года, в Анкасвилле (штат Коннектикут) на домашней арене клуба «Коннектикут Сан» «Мохеган Сан Арена». Эта игра стала 9-м матчем всех звёзд (ASG) в истории женской национальной баскетбольной ассоциации (ВНБА) и вторым, проведённым в Анкасвилле, первый прошёл в 2005 году. Игра транслировалась кабельным спортивным каналом ESPN на телевизионном канале ABC (в формате HD TV) в 3:30 по Североамериканскому восточному времени (ET), а судьями на матче работали Рой Галбиан, Фелиция Гринтер и Джефф Смит.
Сборная Запада под руководством Дэна Хьюза в упорной борьбе обыграла сборную Востока Лин Данн со счётом 130:118, тем самым прервав серию побед из двух игр кряду и увеличив счёт в их противостоянии (7:2). Первые шесть матчей всех звёзд ВНБА неизменно выигрывала сборная Запада, две следующие остались за Востоком. Самым ценным игроком этого матча была признана Свин Кэш, которая представляла на нём клуб «Сиэтл Шторм». Кроме того эта встреча стала самой результативной из уже проведённых, покорив суммарный итог матча всех звёзд женской НБА 2005 года (122:99).

## Матч всех звёзд

### Составы команд
Игроки стартовых пятёрок матча всех звёзд женской НБА выбираются по итогам электронного голосования, проводимого среди болельщиков на официальном сайте лиги — WNBA.com. Выбор баскетболисток резервного состава команд Востока и Запада проводится путём голосования среди главных тренеров клубов, входящих в конференцию, причём они не могут голосовать за своих собственных подопечных. До 2013 года наставники могли выбрать двух защитников, двух форвардов, одного центрового и ещё двух игроков вне зависимости от их амплуа. В 2014 году позиции форварда и центрового были объединены в единую категорию нападения, после чего наставники команд стали голосовать за двух защитников, трёх игроков нападения и одного игрока независимо от позиции. Если та или иная баскетболистка не может участвовать в ASG из-за травмы или по болезни, то их заменяют специально отобранные для этого резервисты.
По правилам женской НБА на тренерский мостик сборных Востока и Запада назначаются наставники команд, участвовавших в финале прошлого сезона, исключением являются матч всех звёзд 1999 года и эта игра. В 2008 году в финальной серии принимали участие команды «Детройт Шок» и «Сан-Антонио Силвер Старз», поэтому сборной Запада руководил Дэн Хьюз. Сборной Востока должен был руководить Билл Лэймбир, однако 15 июня 2009 года он ушёл в отставку с поста главного тренера «Детройт Шок» по семейным причинам и желания стать главным тренером НБА, а его место у руля сборной Востока заняла Лин Данн, наставник команды «Индиана Фивер», которая ко времени объявления имён главных тренеров на ASG (9 июля) лидировала по проценту побед в регулярном чемпионате Восточной конференции текущего сезона (8 побед при 2 поражениях).
14 июля ВНБА опубликовала итоги голосования среди зрителей на сайте ассоциации, по результатам которого наибольшее число голосов набрала Тамика Кэтчингс (94 316), следом за ней расположились Бекки Хэммон (88 991), Лорен Джексон (88 685) и Сью Бёрд (88 591). В итоге в стартовую пятёрку команды Востока помимо Кэтчингс вошли Сильвия Фаулз (71 487), Кэти Дуглас (65 911), Алана Бирд (64 237) и Кэндис Дюпри (59 949), а в стартовую пятёрку сборной Запада помимо Хэммон, Джексон и Бёрд вошли Лиза Лесли (80 748) и Свин Кэш (78 477).
20 июля были опубликованы итоги голосования среди главных тренеров команд ВНБА, по результатам которого резервистами Востока стали Джиа Перкинс, Шамека Кристон, Эйша Джонс, Санчо Литтл, Эрика де Соуза и Кэти Смит. Запасными Запада стали Дайана Таурази, Кэппи Пондекстер, Шарди Хьюстон, Ники Аносике, София Янг и Тина Томпсон. Однако Лесли из-за травмы не смогла принять участие в этом матче, в результате чего образовавшееся вакантное место в стартовой пятёрке Запада заняла Томпсон, на замену которой в состав резервистов Запада была включена Николь Пауэлл.
По результатам голосования восьмой раз на матч всех звёзд получили вызов Лиза Лесли и Тина Томпсон, седьмой раз — Кэти Смит и Лорен Джексон, шестой раз — Тамика Кэтчингс и Сью Бёрд и пятый раз — Бекки Хэммон.
В данной таблице опубликованы полные составы сборных Запада и Востока предстоящего матча.
| Поз.                                                | Игрок             | Команда                  | Выбор             |
| Стартовая пятёрка                                   | Стартовая пятёрка | Стартовая пятёрка        | Стартовая пятёрка |
| --------------------------------------------------- | ----------------- | ------------------------ | ----------------- |
| З                                                   | Сью Бёрд          | Сиэтл Шторм              | 6-й               |
| З                                                   | Бекки Хэммон      | Сан-Антонио Силвер Старз | 5-й               |
| Ф                                                   | Свин Кэш          | Сиэтл Шторм              | 3-й               |
| Ф                                                   | Лорен Джексон     | Сиэтл Шторм              | 7-й               |
| Ц                                                   | Лиза Лесли[a]     | Лос-Анджелес Спаркс      | 8-й               |
| Запасные игроки                                     |                   |                          |                   |
| З                                                   | Дайана Таурази    | Финикс Меркури           | 4-й               |
| З                                                   | Кэппи Пондекстер  | Финикс Меркури           | 3-й               |
| Ф                                                   | Шарди Хьюстон     | Миннесота Линкс          | 1-й               |
| Ф                                                   | Николь Пауэлл[b]  | Сакраменто Монархс       | 1-й               |
| Ф                                                   | Тина Томпсон[c]   | Лос-Анджелес Спаркс      | 8-й               |
| Ф                                                   | София Янг         | Сан-Антонио Силвер Старз | 3-й               |
| Ц                                                   | Ники Аносике      | Миннесота Линкс          | 1-й               |
| Главный тренер: Дэн Хьюз (Сан-Антонио Силвер Старз) |                   |                          |                   |

| Поз.                                     | Игрок             | Команда           | Выбор             |
| Стартовая пятёрка                        | Стартовая пятёрка | Стартовая пятёрка | Стартовая пятёрка |
| ---------------------------------------- | ----------------- | ----------------- | ----------------- |
| З                                        | Алана Бирд        | Вашингтон Мистикс | 4-й               |
| З                                        | Кэти Дуглас       | Индиана Фивер     | 3-й               |
| Ф                                        | Тамика Кэтчингс   | Индиана Фивер     | 6-й               |
| Ф                                        | Кэндис Дюпри      | Чикаго Скай       | 3-й               |
| Ц                                        | Сильвия Фаулз     | Чикаго Скай       | 1-й               |
| Запасные игроки                          |                   |                   |                   |
| З                                        | Джиа Перкинс      | Чикаго Скай       | 1-й               |
| З                                        | Кэти Смит         | Детройт Шок       | 7-й               |
| Ф                                        | Шамека Кристон    | Нью-Йорк Либерти  | 1-й               |
| Ф                                        | Эйша Джонс        | Коннектикут Сан   | 2-й               |
| Ф                                        | Санчо Литтл       | Атланта Дрим      | 1-й               |
| Ц                                        | Эрика де Соуза    | Атланта Дрим      | 1-й               |
| Главный тренер: Лин Данн (Индиана Фивер) |                   |                   |                   |

- a  Игроки, не принимавшие участие в матче из-за травмы.
- b  Игроки, заменившие в нём травмированных.
- c  Игроки, начавшие игру в стартовой пятёрке, вместо травмированных.

### Ход матча
Первая четверть игры началась с небольшого рывка сборной Запада, инициаторами которого стала Бекки Хэммон, а подхватила Свин Кэш, в итоге уже после первых двух минут встречи преимущество Запада составляло восемь очков (11:3). Следующие три минуты прошли в обоюдоострой борьбе, которая отличалась отсутствием результативности, в течение двух минут соперники вообще не могли поразить кольцо друг друга. Затем сборная Востока ненадолго захватила инициативу в свои руки, которая в течение двух минут сначала догнала своего оппонента, а затем впервые вышла вперёд после точного трёхочкового Шамеки Кристон (17:15). Последние три минуты первой четверти прошли в абсолютно равной борьбе, которая завершилась со счётом 27:25 в пользу Востока. Большая половина второй четверти прошла в равной борьбе, команды попеременно выходили вперёд, преимущество каждой из них не превышало четырёх очков. Затем сборная Запада выдала удачный отрезок, во время которого увеличила свой перевес в счёте до девяти очков (54:45), после точного броска Шарди Хьюстон за 4:15 до конца второй четверти. Впрочем сразу же сборная Востока совершила ответный рывок, инициатором которого стало точное попадание Санчо Литтл, а довершила Эйша Джонс, в итоге за 1:42 до конца второй четверти преимущество команды Запада сократилось до одного очка (56:55). В оставшееся до свистка на большой перерыв время чуть удачливее оказалась сборная Запада, в итоге команды отправились на большой перерыв при счёте 63:60 в пользу Запада.
После перерыва обстановка на площадке не изменилась, почти вся третья четверть прошла в абсолютно равной борьбе, а команда Запада постоянно лидировала с минимальным преимуществом. За 6:24 до конца третьей четверти, после точного броска Бекки Хэммон, разница в счёте достигла пяти очков (76:71), впрочем тут же усилиями Сильвии Фаулз, которая забила пять очков подряд, сборная Востока сравняла счёт (78:78), а спустя три минуты, за 1:57 до конца третьей четверти, после точного трёхочкового Кэти Смит, сборная Востока наконец вышла вперёд (89:88). Только в конце четверти Западу удался небольшой спурт, в течение которого вновь отличились Шарди Хьюстон и Свин Кэш, а команды ушли на символический перерыв со счётом 99:93. В последней четверти преимущество окончательно перешло на сторону Запада, который постоянно держал своих оппонентов на почтительном расстоянии в десять очков, 103:93 за 9:30 до финального свистка. В какой-то момент, после точного трёхочкового попадания Кэндис Дюпри и броска со средней дистанции Аланы Бирд, сборная Востока сократила своё отставание в счёте до пяти очков (105:100). Впрочем это был лишь мимолётный успех, потому что точные броски Николь Пауэлл, набравшей восемь очков подряд, восстановили статус-кво, 113:102 за 4:09 до окончания встречи. В дальнейшем обстановка практически не изменялась, 119:107 за 2:58 до финальной сирены, 123:109 за 2:15 до окончания игры. В итоге матч завершился победой команды Запада со счётом 130:118, которая после двух поражений подряд выиграла матч всех звёзд. Эта встреча побила суммарный итог результативности матчей всех звёзд женской НБА в играх без овертаймов, опередив итоговый результат матча всех звёзд женской НБА 2005 года (122:99).
Самым ценным игроком этого матча была признана Свин Кэш из «Сиэтл Шторм», которая набрала 22 очка, совершила 6 подборов и сделала 4 передачи. Кроме того лучшими игроками встречи, предопределившими победу команды Запада, стали Николь Пауэлл, набравшая 21 очко, Дайана Таурази, набравшая 18 очков, 4 подбора и 4 передачи, Сью Бёрд, набравшая 16 очков, 5 подборов и 10 передач и Шарди Хьюстон, набравшая 16 очков, 6 подборов и 3 перехвата. Лучшими игроками Востока стали Сильвия Фаулз, набравшая 17 очков и 5 подборов, Джиа Перкинс, набравшая 16 очков, 5 передач и 4 перехвата, Алана Бирд, набравшая 14 очков и 9 передач, Кэндис Дюпри, набравшая 12 очков и 6 подборов и Эрика де Соуза, набравшая 12 очков и 9 подборов.
| 25 июля 2009 года 3:30 pm (ET) | Протокол | Сборная Запада             | 130:118  | Сборная Востока  | Мохеган Сан Арена, Анкасвилл (штат Коннектикут) Зрителей: 9 518 Судьи: Рой Галбиан № 42 Фелиция Гринтер № 44 Джефф Смит № 53 | ABC (HD) |
| 25 июля 2009 года 3:30 pm (ET) | Протокол | 25:27, 38:33, 36:33, 31:25 |          |                  | Мохеган Сан Арена, Анкасвилл (штат Коннектикут) Зрителей: 9 518 Судьи: Рой Галбиан № 42 Фелиция Гринтер № 44 Джефф Смит № 53 | ABC (HD) |
| 25 июля 2009 года 3:30 pm (ET) | Протокол | Свин Кэш 22                | Очки     | Сильвия Фаулз 17 | Мохеган Сан Арена, Анкасвилл (штат Коннектикут) Зрителей: 9 518 Судьи: Рой Галбиан № 42 Фелиция Гринтер № 44 Джефф Смит № 53 | ABC (HD) |
| 25 июля 2009 года 3:30 pm (ET) | Протокол | Кэппи Пондекстер 9         | Подборы  | Эрика де Соуза 9 | Мохеган Сан Арена, Анкасвилл (штат Коннектикут) Зрителей: 9 518 Судьи: Рой Галбиан № 42 Фелиция Гринтер № 44 Джефф Смит № 53 | ABC (HD) |
| 25 июля 2009 года 3:30 pm (ET) | Протокол | Сью Бёрд 10                | Передачи | Эйша Джонс 6     | Мохеган Сан Арена, Анкасвилл (штат Коннектикут) Зрителей: 9 518 Судьи: Рой Галбиан № 42 Фелиция Гринтер № 44 Джефф Смит № 53 | ABC (HD) |

### Полная статистика матча
В данной таблице показан подробный статистический анализ этого матча.
- Свин Кэш, лучшая по очкам и самый ценный игрок матча (22)
- Эрика де Соуза, лучший игрок матча по подборам (9)
- Сью Бёрд, лучший игрок матча по передачам (10)
- Ники Аносике, второй игрок матча по перехватам (3)
- Кэти Дуглас, лучший игрок матча по блок-шотам (2)

| Звёзды Западной конференции |                          |        |        |       |     |     |     |     |     |    |    |    |     |    |     |
| Стартовая пятёрка           | Команда                  | MIN    | FG     | 3P    | FT  | OFF | DEF | TOT | AST | ST | BS | BA | TOV | PF | PTS |
| Сью Бёрд                    | Сиэтл Шторм              | 22:37  | 6-8    | 4-5   | 0-0 | 0   | 5   | 5   | 10  | 0  | 0  | 0  | 2   | 0  | 16  |
| Бекки Хэммон                | Сан-Антонио Силвер Старз | 19:41  | 4-7    | 1-4   | 2-2 | 1   | 0   | 1   | 6   | 0  | 0  | 0  | 2   | 0  | 11  |
| Свин Кэш[d]                 | Сиэтл Шторм              | 22:37  | 10-16  | 0-2   | 2-2 | 2   | 4   | 6   | 4   | 0  | 0  | 0  | 1   | 3  | 22  |
| Лорен Джексон               | Сиэтл Шторм              | 07:00  | 3-3    | 3-3   | 0-0 | 0   | 3   | 3   | 0   | 0  | 0  | 0  | 0   | 0  | 9   |
| Тина Томпсон                | Лос-Анджелес Спаркс      | 16:52  | 2-7    | 0-2   | 0-0 | 2   | 3   | 5   | 1   | 1  | 0  | 1  | 2   | 3  | 4   |
| Запасные игроки             |                          |        |        |       |     |     |     |     |     |    |    |    |     |    |     |
| Дайана Таурази              | Финикс Меркури           | 20:54  | 7-11   | 2-6   | 2-2 | 0   | 4   | 4   | 4   | 0  | 0  | 0  | 4   | 0  | 18  |
| Кэппи Пондекстер            | Финикс Меркури           | 17:56  | 3-10   | 3-6   | 0-0 | 3   | 6   | 9   | 6   | 1  | 0  | 0  | 5   | 2  | 9   |
| Шарди Хьюстон               | Миннесота Линкс          | 16:46  | 7-10   | 0-2   | 2-2 | 2   | 4   | 6   | 1   | 3  | 0  | 1  | 0   | 0  | 16  |
| Николь Пауэлл               | Сакраменто Монархс       | 20:51  | 8-14   | 5-9   | 0-0 | 1   | 1   | 2   | 0   | 1  | 0  | 0  | 1   | 0  | 21  |
| София Янг                   | Сан-Антонио Силвер Старз | 17:23  | 1-9    | 0-0   | 0-0 | 5   | 2   | 7   | 2   | 0  | 0  | 2  | 0   | 0  | 2   |
| Ники Аносике                | Миннесота Линкс          | 17:23  | 1-6    | 0-0   | 0-0 | 1   | 4   | 5   | 0   | 3  | 1  | 0  | 2   | 0  | 2   |
| Всего                       |                          | 200:00 | 52-101 | 18-39 | 8-8 | 17  | 36  | 53  | 34  | 9  | 1  | 4  | 19  | 8  | 130 |
| Главный тренер              | Дэн Хьюз (Сан-Антонио)   |        |        |       |     |     |     |     |     |    |    |    |     |    |     |

| Звёзды Восточной конференции |                    |        |        |       |      |     |     |     |     |    |    |    |     |    |     |
| Стартовая пятёрка            | Команда            | MIN    | FG     | 3P    | FT   | OFF | DEF | TOT | AST | ST | BS | BA | TOV | PF | PTS |
| Алана Бирд                   | Вашингтон Мистикс  | 18:20  | 6-12   | 1-1   | 1-1  | 2   | 1   | 3   | 2   | 2  | 0  | 0  | 0   | 0  | 14  |
| Кэти Дуглас                  | Индиана Фивер      | 22:01  | 4-11   | 3-8   | 0-0  | 1   | 2   | 3   | 5   | 1  | 2  | 0  | 2   | 1  | 11  |
| Тамика Кэтчингс              | Индиана Фивер      | 18:19  | 3-10   | 0-3   | 1-2  | 1   | 3   | 4   | 5   | 0  | 1  | 0  | 2   | 0  | 7   |
| Кэндис Дюпри                 | Чикаго Скай        | 16:59  | 5-12   | 1-2   | 1-2  | 4   | 2   | 6   | 2   | 1  | 0  | 0  | 3   | 0  | 12  |
| Сильвия Фаулз                | Чикаго Скай        | 17:37  | 8-12   | 0-0   | 1-1  | 3   | 2   | 5   | 0   | 0  | 0  | 0  | 1   | 0  | 17  |
| Запасные игроки              |                    |        |        |       |      |     |     |     |     |    |    |    |     |    |     |
| Джиа Перкинс                 | Чикаго Скай        | 19:15  | 7-11   | 2-4   | 0-0  | 3   | 0   | 3   | 5   | 4  | 0  | 0  | 0   | 1  | 16  |
| Кэти Смит                    | Детройт Шок        | 21:06  | 2-12   | 1-7   | 0-0  | 0   | 0   | 0   | 0   | 1  | 0  | 0  | 1   | 2  | 5   |
| Шамека Кристон               | Нью-Йорк Либерти   | 22:08  | 4-11   | 3-7   | 1-2  | 0   | 3   | 3   | 4   | 3  | 1  | 0  | 4   | 0  | 12  |
| Эйша Джонс                   | Коннектикут Сан    | 18:14  | 3-7    | 0-1   | 0-0  | 1   | 3   | 4   | 6   | 0  | 0  | 0  | 0   | 1  | 6   |
| Санчо Литтл                  | Атланта Дрим       | 12:02  | 3-6    | 0-1   | 0-0  | 4   | 4   | 8   | 3   | 0  | 0  | 1  | 0   | 0  | 6   |
| Эрика де Соуза               | Атланта Дрим       | 13:59  | 5-5    | 0-0   | 2-2  | 2   | 7   | 9   | 1   | 0  | 0  | 0  | 2   | 0  | 12  |
| Всего                        |                    | 200:00 | 50-109 | 11-34 | 7-10 | 21  | 27  | 48  | 33  | 12 | 4  | 1  | 15  | 5  | 118 |
| Главный тренер               | Лин Данн (Индиана) |        |        |       |      |     |     |     |     |    |    |    |     |    |     |

- d  Жирным курсивным шрифтом выделена статистика самого ценного игрока матча.

## Другие события

### Конкурс трёхочковых бросков
В ежегодном соревновании по трёхочковым броскам (англ. WNBA 3-Point Shootout Challenge) принимали участие сразу шесть игроков. В этом году в нём принимали участие: первые номера драфта ВНБА 2002 и 2004 годов Сью Бёрд и Дайана Таурази, многократные участницы матча всех звёзд Бекки Хэммон и Кэти Смит, а также Кэти Дуглас и Шамека Кристон. Прошлогодняя победительница турнира, Лори Кейн, не смогла защитить свой титул, так как покинула ВНБА перед началом текущего сезона, поскольку клуб «Финикс Меркури» отказался от её услуг за три дня до его старта. По правилам, претендент должен реализовать столько 3-очковых попыток насколько возможно из 5 разных позиций в течение одной минуты. Игрок начинает кидать из одного угла площадки, постепенно перемещаясь от «точки» к «точке» по дуге, пока не достигнет противоположного угла площадки. На каждой «точке» игроку предоставляется 4 мяча, каждое попадание оценивается в одно очко, кроме того есть специальный «призовой мяч», достоинством в 2 балла.
В первом раунде победила Хэммон, набравшая 14 очков, на два балла опередив Смит (12) и на три Бёрд (11). Кристон набрала 10 очков, а Дуглас и Таурази набрали по 9 баллов и не прошли в финальный раунд. В финале лучшей опять же стала Бекки Хэммон, набрав 16 очков, на два больше, чем в первом раунде, а Бёрд и Смит выступили ниже своих возможностей, закончив соревнование с результатом в 12 баллов.
| Поз. | Игрок          | Команда                  | Рост, см | Вес, кг | Попадания | Попытки | Процент | 1-й раунд | 2-й раунд |
| ---- | -------------- | ------------------------ | -------- | ------- | --------- | ------- | ------- | --------- | --------- |
| З    | Бекки Хэммон   | Сан-Антонио Силвер Старз | 168      | 62      | 28        | 86      | 32,6    | 14        | 16        |
| З    | Сью Бёрд       | Сиэтл Шторм              | 175      | 68      | 29        | 77      | 37,7    | 11        | 12        |
| З    | Кэти Смит      | Детройт Шок              | 180      | 82      | 32        | 77      | 41,6    | 12        | 12        |
| Ф    | Шамека Кристон | Нью-Йорк Либерти         | 185      | 79      | 42        | 88      | 47,7    | 10        | DNQ       |
| З    | Кэти Дуглас    | Индиана Фивер            | 183      | 74      | 31        | 86      | 36,0    | 9         | DNQ       |
| Ф    | Дайана Таурази | Финикс Меркури           | 180      | 78      | 46        | 105     | 43,8    | 9         | DNQ       |

### Соревнование по баскетбольным умениям
Впервые в ежегодном соревновании по баскетбольным умениям (англ. All-Star Dribble, Dish and Swish Challenge) принимали участие четыре команды баскетболисток (до этого в нём участвовали только отдельно взятые игроки), по три игрока в каждой, которое впервые прошло в форме эстафеты. В этом году участниками конкурса стали неоднократные участники матча всех звёзд, Тамика Кэтчингс, Кэппи Пондекстер, Свин Кэш, Алана Бирд и Эйша Джонс, а остальные игроки принимали участие в звёздном уикенде впервые. В данном конкурсе игроки соревнуются в умении владения мячом: броски чередуются с точными пасами и оббеганиями официального логотипа ВНБА в человеческий рост с соблюдением официальных правил ведения мяча. В данном случае команда, прошедшая всю дистанцию с лучшим временем, становится победителем.
Лучшее время в первом и единственном раунде показала команда Кэппи Пондекстер, в которую кроме неё входили София Янг и Шарди Хьюстон, справилась со своим заданием за 34,8 секунды, на 0,6 секунды быстрее команды Кэтчингс (35,4), ставшей второй, в которую входили Джиа Перкинс и Санчо Литтл. Команда Николь Пауэлл, Свин Кэш и Ники Аносике уложилась за 43,0 секунды и заняла всего лишь третье место. Команда «Восток 2», в которой выступали Алана Бирд, Сильвия Фаулз и Эйша Джонс, двигалась по дистанции в темпе победителя, однако допустила несколько ошибок, из-за чего была дисквалифицирована и осталась на последнем месте.
| Команда  | Игрок                                    | Клуб                                                    | Рост, см    | Вес, кг  | Время |
| -------- | ---------------------------------------- | ------------------------------------------------------- | ----------- | -------- | ----- |
| Запад 1  | Кэппи Пондекстер София Янг Шарди Хьюстон | Финикс Меркури Сан-Антонио Силвер Старз Миннесота Линкс | 175 185 183 | 73 75 86 | 34,8  |
| Восток 1 | Джиа Перкинс Тамика Кэтчингс Санчо Литтл | Чикаго Скай Индиана Фивер Атланта Дрим                  | 173 183 193 | 70 75 79 | 35,4  |
| Запад 2  | Свин Кэш Николь Пауэлл Ники Аносике      | Сиэтл Шторм Сакраменто Монархс Миннесота Линкс          | 188 188 191 | 73 77 96 | 43,0  |
| Восток 2 | Алана Бирд Эйша Джонс Сильвия Фаулз      | Вашингтон Мистикс Коннектикут Сан Чикаго Скай           | 180 188 198 | 73 90 91 | DQ    |